# هيئة تشجيع الاستثمار المباشر
هيئة تشجيع الاستثمار المباشر، هي هيئة عامة كويتية، تتبع وزير التجارة والصناعة الكويتي، معنية بالاستثمار في دولة الكويت. تأسست وفق القانون رقم 116 لسنة 2013. تدير الهيئة من حيث الإدارة المباشرة أو بالتكليف عددًا من المشاريع الاستثمارية والاقتصادية الكويتية، منها المناطق الاقتصادية والمناطق الحرة الكويتية.

## المناطق التابعة لإدارة الهيئة

### المناطق الحرة
- منطقة الشويخ الحرة
- منطقة العبدلي الحرة
- منطقة النويصيب الحرة

### المناطق الاقتصادية
- منطقة العبدلي الاقتصادية
- منطقة النعايم الاقتصادية
- منطقة الوفرة الاقتصادية